# Bamako
Bamako o Bámako es la capital de Mali; se encuentra a orillas del río Níger en el sudoeste del país. Principal centro administrativo, importante puerto fluvial y un centro comercial para toda la región circundante, tiene la categoría de distrito a nivel nacional y está a su vez dividida en seis comunas dirigidas por sus respectivos alcaldes electos. El alcalde del distrito de Bamako es Adama Sangaré. Es una estación del ferrocarril Dakar-Níger.

## Etimología
El nombre de la ciudad proviene de la lengua bambara bàmakɔ̌, "remanso del cocodrilo", ya que este animal era el fetiche local al cual, según relatos de principios del siglo XX, se le sacrificaba anualmente una virgen.

## Historia

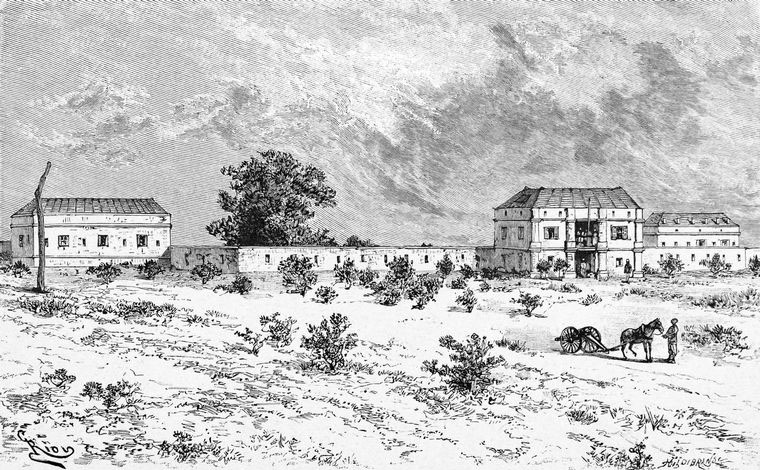
Fuerte de Bamako, construido en 1883 en la margen izquierda del río Níger.

La región de Bamako ha estado habitada desde tiempos prehistóricos, como así lo confirman las excavaciones arqueológicas de Magnambougou. Bamako fue fundada a finales del siglo XVI por los niaré, anteriormente llamados niakate, un grupo de etnia soninké. Niaréla, el barrio fundado por los niaré, es actualmente una de las zonas más antiguas de la ciudad.
A finales del siglo XIX, Bamako era una importante ciudad fortificada de 600 habitantes, y un centro de estudio musulmán en la época del imperio de Malí, hasta que el 1 de febrero de 1883, las tropas francesas comandadas por el general Gustave Borgnis-Desbordes, tomaron la región.
Ya bajo dominio francés, en el año 1895 la ciudad se convirtió en la capital de la región, para finalmente pasar a ser la ciudad más importante de la región del Alto Senegal y Níger, el 17 de octubre de 1899. Posteriormente pasó a llamarse el Sudán francés en el año 1920. Entre 1903 y 1907 se construyó el Palacio de Koulouba, que fue la residencia del gobernador y más tarde pasó a ser sede de la presidencia de la República de Malí desde la independencia en 1960.
Bajo el dominio francés se llevaron a cabo en la región y en la ciudad importantes obras de mejoras de infraestructuras, así en el año 1904 se inauguró la línea ferroviaria Dakar-Níger, uniendo las ciudades de Dakar con varias de las más importantes que actualmente pertenecen a Malí. En 1905 se inició la construcción del Hospital del punto G.
Más tarde en 1927 se construyó la catedral. El gremio de artesanos fue creado en 1931, unos años más tarde en 1947 se terminó el primer puente de la ciudad sobre el río Níger y ya en 1948 se edificó la gran mezquita.

Bamako es una ciudad administrativamente compleja, pues el único distrito del país y a su vez está dividida en varias comunas, esto viene siendo así desde el 20 de diciembre de 1918 en que se decidió organizar la ciudad de una forma mixta con un gobernador que a su vez hacía las funciones de alcalde.

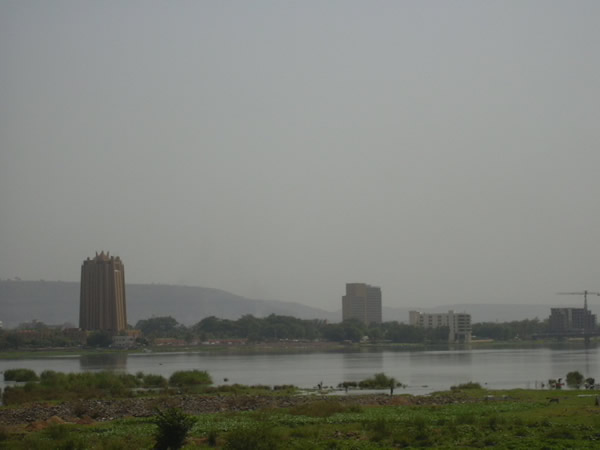
Vista de la actual Bamako.

Entre 1920 y 1921, Henri Terrasson de Fougères fue designado como gobernador provisional de la región por el gobierno francés, cargo que ocupó hasta que finalmente se convirtió en gobernador del Sudán francés el 26 de febrero de 1924 hasta el año 1931, residiendo durante su mandato en el Palacio de Koulouba.
El 18 de noviembre de 1955, Bamako pasó a ser una comuna de pleno derecho, el alcalde, Modibo Keïta, fue elegido por primera vez un año más tarde, el 16 de noviembre de 1956. El 22 de septiembre de 1960, Malí proclamó su independencia como colonia francesa y Bamako fue designada como la capital de la nueva República de Malí.

## Contexto geográfico

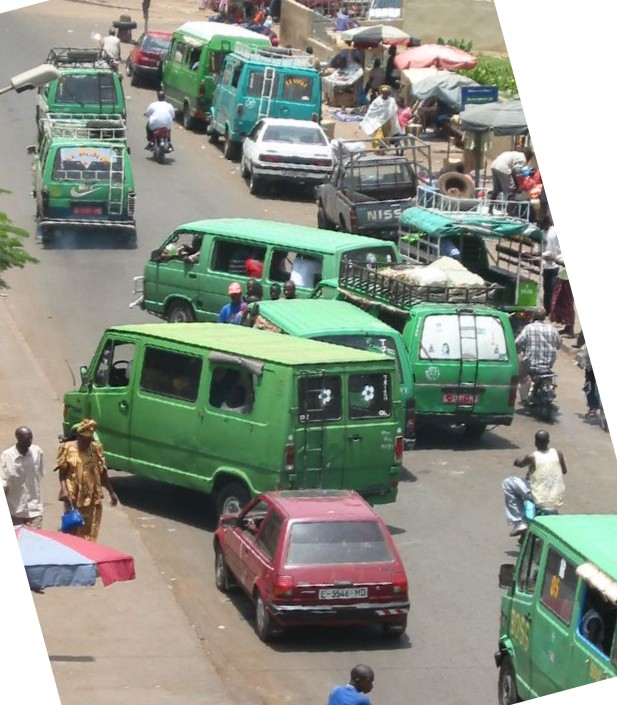
Transportes colectivos en Bamako.

Situada en las orillas del río Níger, la ciudad de Bamako fue construida en una curva del río, rodeada de colinas. Se extiende por una superficie de 267 km². Tiene una población de 1 809 106 habitantes (2009) y un puerto fluvial sobre el río Níger. Es el mayor centro administrativo y comercial de Malí.
Bamako es la capital del único distrito del país. Concentra el 70 % de la producción industrial nacional. Las principales producciones son las manufacturas, incluyendo textiles, carne, metales y pesca. Además, el sector terciario está muy desarrollado, sobre todo el artesanado y el comercio. Además, esta ciudad es la sede de las grandes empresas nacionales y de la Administración del estado.
Una línea de ferrocarril une Bamako con Dakar, en la vecina Senegal, pasando por Kati, Négala, Kita y Kayes. Una buena forma de comunicarse en el entorno de la ciudad es el propio río Níger. Además, existen carreteras asfaltadas que comunican la capital de Malí con las principales ciudades de las distintas regiones del país. El proyecto de la Carretera Transaheliana dispondría que, procedente de Dakar, el vial pasase por Bamako antes de dirigirse hacia Burkina Faso, Níger, Nigeria y Chad. Por vía aérea, el Aeropuerto Internacional de Bamako-Sénou conecta la ciudad con múltiples destinos africanos, además de con París, a donde vuelan las compañías Aigle Azur, Air France y Air Mali.

### Clima
El clima es tropical y algo húmedo, el total de precipitaciones anuales es de 878 mm con las temporadas secas y lluviosas bien marcadas. El mes más seco no recibe una gota de agua (promedio de 0 mm en diciembre), mientras que el mes más lluvioso es bien regado (234 mm en agosto). El promedio de temperatura anual es de 27,8 °C, siendo el mes más frío diciembre con un promedio de 24,8 °C, y el más caliente abril con 38,7 °C.
| Parámetros climáticos promedio de Bamako, Malí (1950–2000) | Parámetros climáticos promedio de Bamako, Malí (1950–2000) | Parámetros climáticos promedio de Bamako, Malí (1950–2000) | Parámetros climáticos promedio de Bamako, Malí (1950–2000) | Parámetros climáticos promedio de Bamako, Malí (1950–2000) | Parámetros climáticos promedio de Bamako, Malí (1950–2000) | Parámetros climáticos promedio de Bamako, Malí (1950–2000) | Parámetros climáticos promedio de Bamako, Malí (1950–2000) | Parámetros climáticos promedio de Bamako, Malí (1950–2000) | Parámetros climáticos promedio de Bamako, Malí (1950–2000) | Parámetros climáticos promedio de Bamako, Malí (1950–2000) | Parámetros climáticos promedio de Bamako, Malí (1950–2000) | Parámetros climáticos promedio de Bamako, Malí (1950–2000) | Parámetros climáticos promedio de Bamako, Malí (1950–2000) |
| Mes                                                        | Ene.                                                       | Feb.                                                       | Mar.                                                       | Abr.                                                       | May.                                                       | Jun.                                                       | Jul.                                                       | Ago.                                                       | Sep.                                                       | Oct.                                                       | Nov.                                                       | Dic.                                                       | Anual                                                      |
| ---------------------------------------------------------- | ---------------------------------------------------------- | ---------------------------------------------------------- | ---------------------------------------------------------- | ---------------------------------------------------------- | ---------------------------------------------------------- | ---------------------------------------------------------- | ---------------------------------------------------------- | ---------------------------------------------------------- | ---------------------------------------------------------- | ---------------------------------------------------------- | ---------------------------------------------------------- | ---------------------------------------------------------- | ---------------------------------------------------------- |
| Temp. máx. abs. (°C)                                       | 38.9                                                       | 42.8                                                       | 43.9                                                       | 43.5                                                       | 45.0                                                       | 42.0                                                       | 40.0                                                       | 37.8                                                       | 38.4                                                       | 38.9                                                       | 42.0                                                       | 40.0                                                       | 45.0                                                       |
| Temp. máx. media (°C)                                      | 33.4                                                       | 36.4                                                       | 38.5                                                       | 39.6                                                       | 38.5                                                       | 35.3                                                       | 32.1                                                       | 31.1                                                       | 32.2                                                       | 34.6                                                       | 35.3                                                       | 33.4                                                       | 35                                                         |
| Temp. media (°C)                                           | 25.1                                                       | 27.8                                                       | 30.2                                                       | 31.6                                                       | 31.4                                                       | 29.1                                                       | 26.8                                                       | 26.1                                                       | 26.6                                                       | 27.7                                                       | 26.5                                                       | 24.8                                                       | 27.8                                                       |
| Temp. mín. media (°C)                                      | 17.0                                                       | 19.9                                                       | 22.9                                                       | 25.2                                                       | 25.4                                                       | 23.6                                                       | 22.2                                                       | 21.8                                                       | 21.6                                                       | 21.3                                                       | 18.4                                                       | 16.8                                                       | 21.3                                                       |
| Temp. mín. abs. (°C)                                       | 8.7                                                        | 9.0                                                        | 12.0                                                       | 16.7                                                       | 17.8                                                       | 16.1                                                       | 17.8                                                       | 17.2                                                       | 18.3                                                       | 14.7                                                       | 10.8                                                       | 6.1                                                        | 6.1                                                        |
| Lluvias (mm)                                               | 0.6                                                        | 0.7                                                        | 2.1                                                        | 19.7                                                       | 54.1                                                       | 132.1                                                      | 224.1                                                      | 290.2                                                      | 195.9                                                      | 66.1                                                       | 5.2                                                        | 0.5                                                        | 991.3                                                      |
| Días de lluvias (≥ 0.1 mm)                                 | 0.2                                                        | 0.2                                                        | 0.6                                                        | 3.3                                                        | 6.3                                                        | 7.7                                                        | 16.7                                                       | 17.9                                                       | 14.7                                                       | 5.7                                                        | 0.3                                                        | 0.1                                                        | 73.7                                                       |
| Horas de sol                                               | 275.9                                                      | 254.3                                                      | 266.6                                                      | 231.0                                                      | 241.8                                                      | 234.0                                                      | 217.0                                                      | 217.0                                                      | 222.0                                                      | 254.2                                                      | 270.0                                                      | 269.7                                                      | 2953.5                                                     |
| Humedad relativa (%)                                       | 24                                                         | 20                                                         | 22                                                         | 33                                                         | 50                                                         | 67                                                         | 77                                                         | 81                                                         | 78                                                         | 65                                                         | 38                                                         | 27                                                         | 48.5                                                       |
| Fuente n.º 1: World Meteorological Organization            |                                                            |                                                            |                                                            |                                                            |                                                            |                                                            |                                                            |                                                            |                                                            |                                                            |                                                            |                                                            |                                                            |
| Fuente n.º 2: Hong Kong Observatory (sun 1961–1990)        |                                                            |                                                            |                                                            |                                                            |                                                            |                                                            |                                                            |                                                            |                                                            |                                                            |                                                            |                                                            |                                                            |

| Datos climatológicos de Bamako | Datos climatológicos de Bamako | Datos climatológicos de Bamako | Datos climatológicos de Bamako | Datos climatológicos de Bamako | Datos climatológicos de Bamako | Datos climatológicos de Bamako | Datos climatológicos de Bamako | Datos climatológicos de Bamako | Datos climatológicos de Bamako | Datos climatológicos de Bamako | Datos climatológicos de Bamako | Datos climatológicos de Bamako | Datos climatológicos de Bamako | Datos climatológicos de Bamako |
| Temperatura                    | Temperatura                    | Temperatura                    | Temperatura                    | Temperatura                    | Temperatura                    | Temperatura                    | Temperatura                    | Temperatura                    | Temperatura                    | Temperatura                    | Temperatura                    | Temperatura                    | Temperatura                    | Temperatura                    |
| Mes                            | Ene                            | Feb                            | Mar                            | Abr                            | May                            | Jun                            | Jul                            | Ago                            | Sep                            | Oct                            | Nov                            | Dic                            |                                | Media                          |
| ------------------------------ | ------------------------------ | ------------------------------ | ------------------------------ | ------------------------------ | ------------------------------ | ------------------------------ | ------------------------------ | ------------------------------ | ------------------------------ | ------------------------------ | ------------------------------ | ------------------------------ | ------------------------------ | ------------------------------ |
| Altas máximas °C               | 42                             | 47                             | 43                             | 44                             | 46                             | 41                             | 39                             | 36                             | 36                             | 40                             | 43                             | 40                             |                                |                                |
| Media °C                       | 24,5                           | 27,5                           | 30,5                           | 31,5                           | 31,5                           | 28,5                           | 27                             | 26,5                           | 27                             | 28                             | 26                             | 25                             |                                | 27,8                           |
| Bajas mínimas °C               | 9                              | 11                             | 14                             | 18                             | 19                             | 18                             | 18                             | 17                             | 17                             | 15                             | 12                             | 8                              |                                |                                |
| Precipitaciones                |                                |                                |                                |                                |                                |                                |                                |                                |                                |                                |                                |                                |                                |                                |
| Mes                            | Ene                            | Feb                            | Mar                            | Abr                            | May                            | Jun                            | Jul                            | Ago                            | Sep                            | Oct                            | Nov                            | Dic                            |                                | Anual                          |
| Precipitación media mm         | 0                              | 0                              | 3                              | 15                             | 74                             | 137                            | 279                            | 348                            | 206                            | 43                             | 15                             | 0                              |                                | 1.120                          |
| Fuente: bbc.co.uk/weather      |                                |                                |                                |                                |                                |                                |                                |                                |                                |                                |                                |                                |                                |                                |

### Demografía
| Población Histórica de la ciudad de Bamako | Población Histórica de la ciudad de Bamako | Población Histórica de la ciudad de Bamako |
| Año                                        | Habitantes                                 | Fuente                                     |
| ------------------------------------------ | ------------------------------------------ | ------------------------------------------ |
| 1900                                       | 10 000                                     | Estimaciones                               |
| 1926                                       | 15 600                                     | Estimaciones                               |
| 1936                                       | 21 000                                     | Estimaciones                               |
| 1938                                       | 24 900                                     | Estimaciones                               |
| 1946                                       | 70 500                                     | Estimaciones                               |
| 1950                                       | 101 100                                    | Estimaciones                               |
| 1954                                       | 120 000                                    | Estimaciones                               |
| 1960                                       | 181 000                                    | Estimaciones                               |
| 1970                                       | 387 700                                    | Estimaciones                               |
| 1976                                       | 419 239                                    | Censo maliense de 1976                     |
| 1987                                       | 658 275                                    | Censo maliense de 1987                     |
| 1998                                       | 1 016 167                                  | Censo maliense de 1998                     |
| 2009                                       | 1 810 366                                  | Censo maliense de 2009                     |
| 2020                                       | 2 558 952                                  | Estimaciones del INSTAT                    |

El crecimiento demográfico de Bamako ha sido muy acusado en los últimos años, pasando de los 2500 habitantes en 1884, 8000 en 1908 a más de 160 000 en 1960, durante la época de la independencia, hasta alcanzar una población de más de 1 600 000 habitantes actualmente. Bamako es además la sexta ciudad del mundo con una proyección de crecimiento poblacional más grande, prevista hasta el año 2020.

## Administración

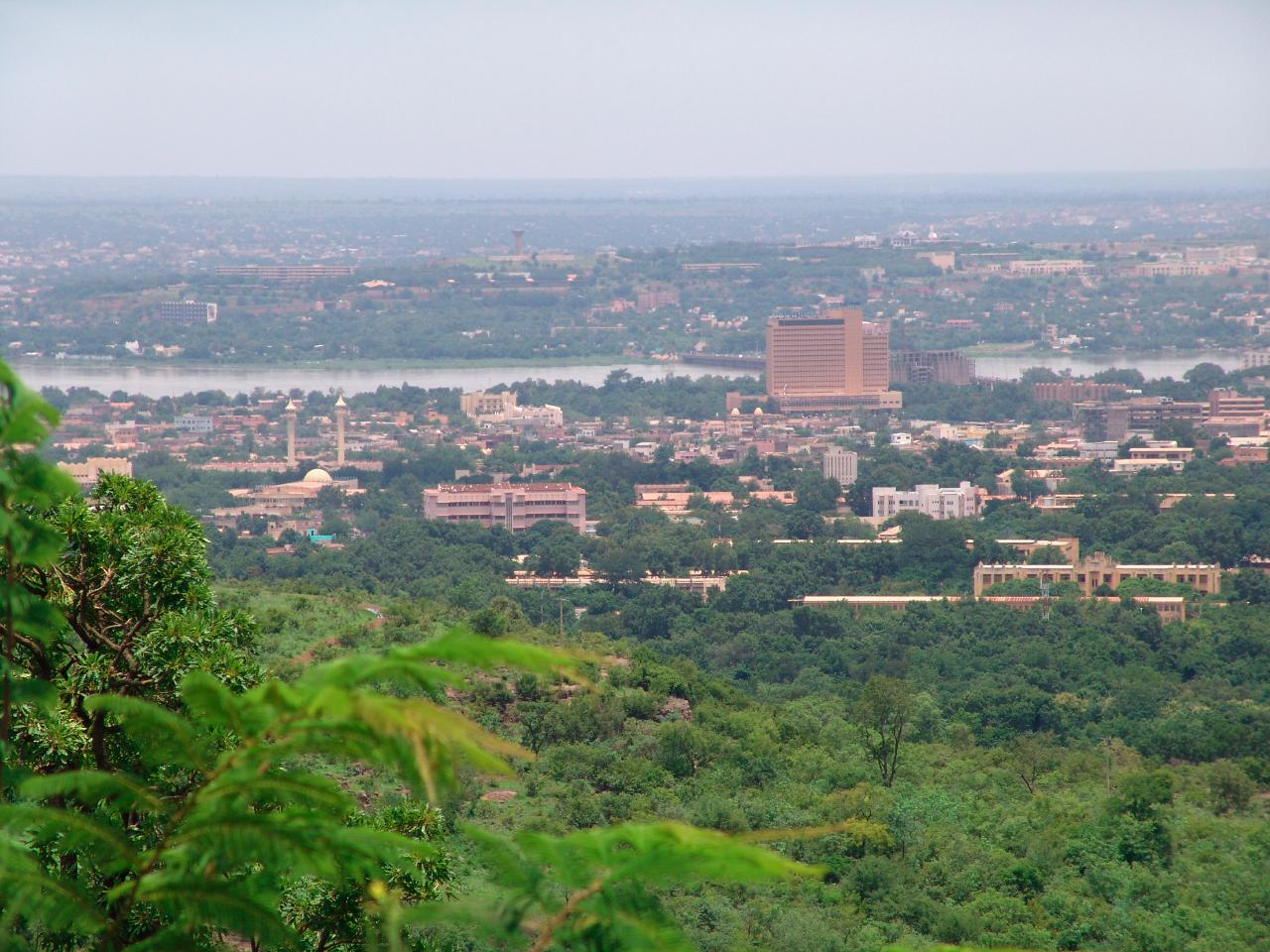
Vista de la ciudad desde las colinas donde se encuentra el palacio presidencial.

La ciudad de Bamako tiene el carácter de distrito a nivel nacional, a su vez este distrito queda dividido en seis comunas tal y como establece la ordenanza del 18 de agosto de 1978, modificada posteriormente por la ley de febrero de 1982. Estas seis comunas están subdivididas en barrios. Cada comuna está regida por un consejo municipal de entre cuyos miembros se elige un alcalde, por el propio consejo. Además estos consejos seleccionan sus representantes en el consejo del distrito, el cual lo componen 27 miembros. Finalmente estos representantes nombran al alcalde del distrito.
Adama Sangaré es el actual alcalde del distrito de Bamako, siendo elegido el 6 de julio de 2007, sustituyendo en el cargo a Moussa Badoulaye Traoré, quien lo ocupó hasta el 6 de junio del mismo año. El viernes 19 de junio de 2009 los veintisiete consejeros del distrito de Bamako ratificaron por unanimidad a Adama Sangaré en su cargo. Las últimas elecciones comunales tuvieron lugar el 26 de abril de 2009.
- La Comuna I tiene una población de 256 216 habitantes. Linda al norte con la comuna rural Djalakorodji (perteneciente al círculo de Kati), al oeste con la comuna rural de Gabakourou III y al sur con el río Níger. La comuna cuenta con una superficie de 34,26 km². Nueve barrios forman parte de esta comuna: Banconi, Boulkassombougou, Djélibougou, Doumanzana, Fadjiguila, Sotuba, Korofina norte, Korofina sur y Sikoroni.

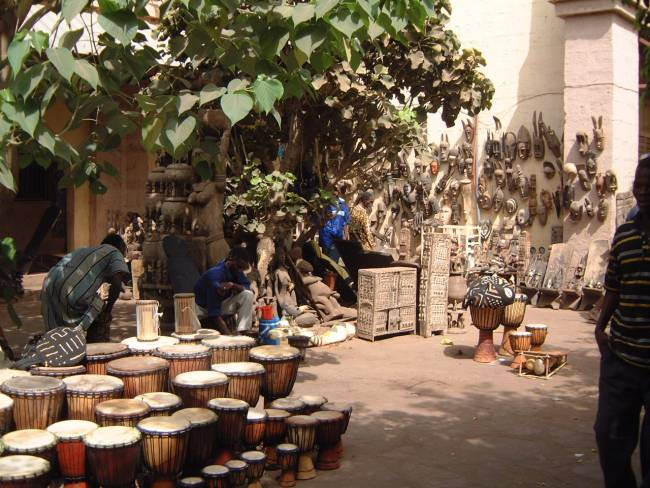
Zona de artesanos en el centro de Bamako

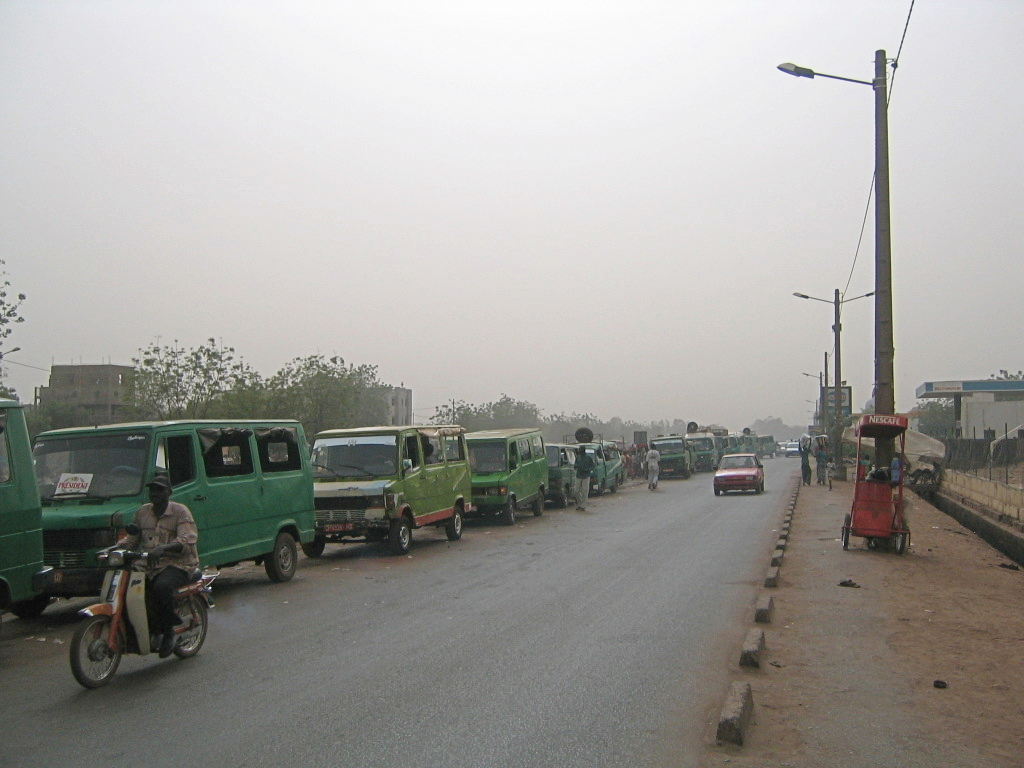
Calle de Bamako

- La Comuna II limita al este con el área de Korofina, al oeste con las faldas de la colina del punto G, al norte por límites del Distrito y al sur por el río Níger. Ocupa una superficie de 16,81 km² y tiene una población de 160 680 habitantes. La comuna está dividida en once barrios: Niaréla (el más antiguo, donde reside la familia fundadora de Bamako), Bagadadji, Medina-Coura, Bozola, Missira, Hippodrome, Quinzambougou, Bakaribougou, TSF, Zona industrial y Bougouba. En esta comuna se encuentra el 80 % de las industrias de Malí.
- La Comuna III queda definida por los siguientes límites: al norte por el círculo de Kati, al este por el Bulevard del Pueblo que la separa de la Comuna II, al sur por la parte del río Níger que queda entre el pont des Martyrs y el Motel de Bamako, y al oeste por la avenida Cheick Zayed El Mahyan Ben Sultan y la carretera ACI 2000. La comuna tiene una superficie de 23 km². Su población es de 119 287 habitantes. La Comuna III es el centro administrativo y comercial de la ciudad. En ella se encuentran los dos mayores mercados de la capital, el gran mercado Dabanani y Didida. Veinte barrios componen esta comuna y las localidades de Koulouninko y Sirakorodounfing han sido adheridas a la comuna.
- La Comuna IV, cuenta con una superficie de 36,768 hectáreas, con una población superior a los 200 000 habitantes. Sus límites los establecen: al norte y al oeste el círculo de Kati y al sur por el margen izquierdo del río Níger. Está dividida en ocho barrios: Taliko, Lassa, Sibiribougou, Djikoroni-Para, Sébénikoro, Hamdallaye, Lafiabougou et Kalabambougou.
- La Comuna V ocupa una superficie de 41 km². Sus límites se encuentran definidos por: al norte por el río Níger, al sur por la zona aeroportuaria y por la comuna de Kalanban-Coro, al este por la Comuna VI y el río Níger. Cuenta con una población de 249 727 habitantes. Está formada por ocho barrios: Badalabougou, Sema I, Quartier Mali, Torokorobougou, Baco-Djicoroni, Sabalibougou, Daoudabougou et Kalaban-Coura.
- La Comuna VI con un área de 8882 hectáreas es la más vasta del distrito de Bamako. Su población es de alrededor de 600 000 personas. Está constituida por diez barrios: Banankabougou, Djanékéla, Faladié, Magnambougou, Missabougou, Niamakoro, Sénou, Sogoniko, Sokorodji et Yrimadio.

## Lugares de culto
Como en el resto de Mali, la principal confesión es el islam, con más de un 90 % de musulmanes. En Bamako existen muchas escuelas coránicas y cientos de mezquitas. Balla Kallé, imán de la Gran mezquita de Bamako, falleció el 14 de junio de 2009.
Además, hay cierta presencia de religiones tradicionales africanas, como el animismo, y otras confesiones minoritarias como el cristianismo.

## Cultura

### Museos y centros culturales
- Centro cultural francés.
- Biblioteca Nacional de Malí, que alberga también la Casa africana de la fotografía.
- Museo de la mujer.
- Museo Nacional de Malí.
- Palacio de la cultura Amadou Hampaté Ba.

## Deportes
Varios estadios han sido construidos en Bamako, como el Estadio de Mamadou Konaté, el Palacio de los Deportes Modibo Keïta, el Estadio Ouenzzin Coulibaly o el Estadio del 26 de marzo. La mayor parte de estos centros deportivos fueron modernizados y ampliados para la Copa Africana de Naciones 2002 de fútbol que tuvo lugar en Malí entre los días 19 de enero y 9 de febrero de 2002.
El Stade Malien, el Djoliba AC y el Centre Salif Keita son los más destacados clubes de fútbol de la ciudad.
Bamako ha sido punto final o de inicio de varias etapas del Rally Dakar, una gran carrera automovilística que desde Europa atravesaba el desierto del Sahara hasta llegar a Dakar.
Cada año, se celebra en la ciudad el Encuentro Panafricano de atletismo.

## Ciudades hermanadas
Las ciudades hermanadas con Bamako son:
- Angers (Francia, desde 1974)[14][15]
- Asjabad (Turkmenistán, desde 1974)[14]
- Bobo-Dioulasso (Burkina Faso, desde 1994)[14][16]
- Dakar (Senegal, desde 1973-1974)[14][17]
- Leipzig (Alemania, desde 1966)[14]
- Rochester (Estados Unidos, desde 1975)[14][18]
- São Paulo (Brasil, desde 2000)[14][19]
- Sinyar (Indonesia)[cita requerida]
- Slocomb (Estados Unidos, desde 1912)[cita requerida]